# Cerberus Capital Management
Cerberus Capital Management, L.P. er et af de største "private equity"-investeringsselskaber i USA. Selskabet har sit hovedkvarter i New York City og drives af den 64-årige finansmand Steve Feinberg. USAs tidligere vicepræsident Dan Quayle har været en prominent talsmand for Cerberus og driver en af selskabets internationale enheder.
Cerberus' hovedaktivitet er at opkøbe nødlidende eller endda konkursramte virksomheder og sælge dem igen dyrere. Dette har i flere omgange ført til at Cerberus har overtaget tidligere store virksomheder.
Virksomheden overtog i december 2014 omkring 300 aktiver fra Finansiel Stabilitet for 7,5 mia. kr.